# Tiffany Trump

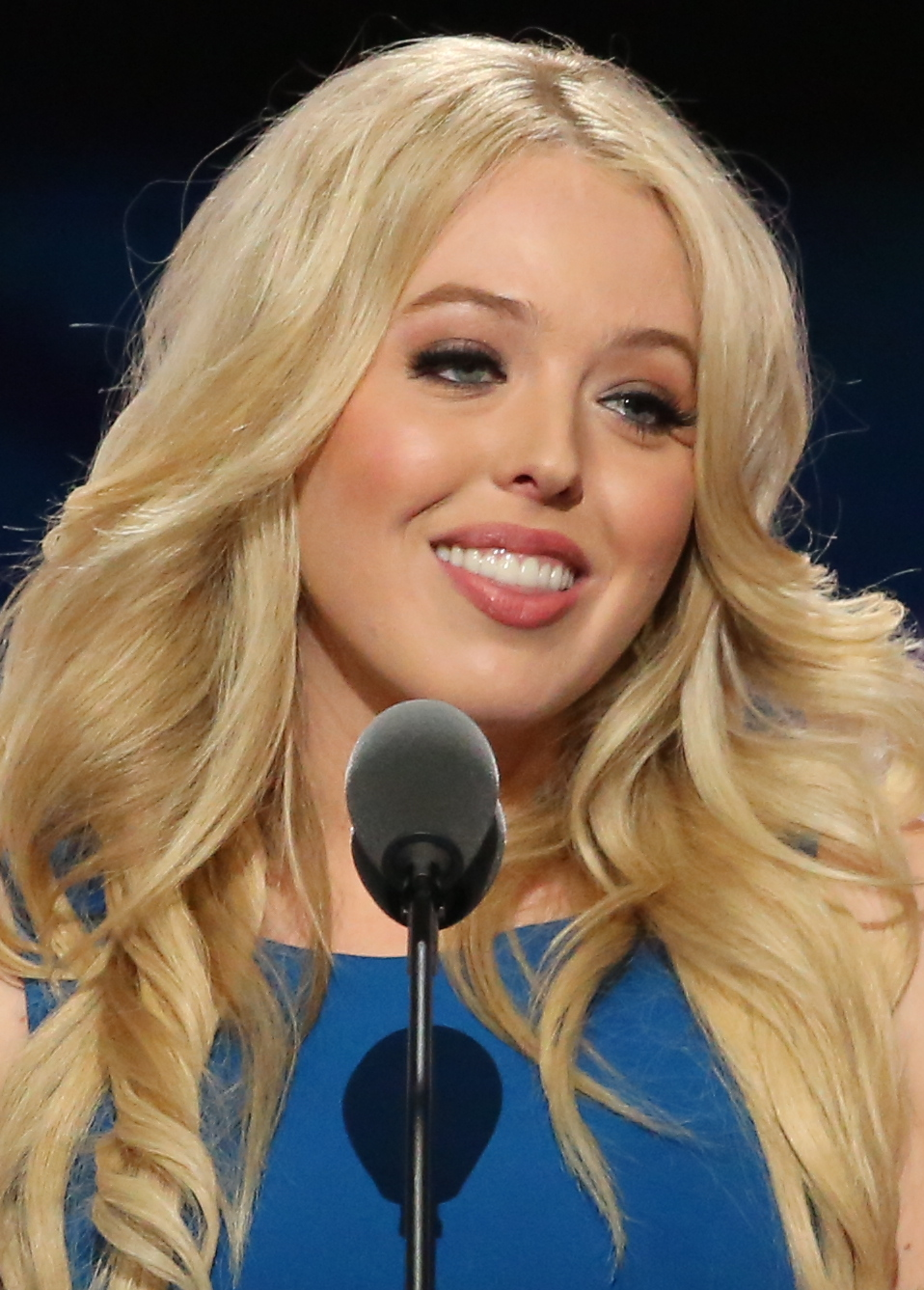
Tiffany Trump tijdens de Republikeinse Nationale Conventie in juli 2016

Tiffany Ariana Trump (New York, 13 oktober 1993) is een Amerikaans model en zangeres.

## Jeugd en opleiding
Tiffany werd in 1993 geboren in New York als vierde kind van de vastgoedmagnaat en latere 45e president van de Verenigde Staten Donald Trump en enige kind met diens tweede vrouw Marla Maples. Ze is door haar ouders vernoemd naar Tiffany & Company. Volgens haarzelf en Maples werd Trump uitsluitend door haar moeder opgevoed in Californië, waar ze woonde tot het afronden van de middelbare school. Ze studeerde aan de Viewpoint School in Calabasas en studeerde in 2016 af aan de Universiteit van Pennsylvania, zowel in sociologie als urban studies.

## Carrière

### Muziek en mode
In 2014, toen Trump studeerde aan de Universiteit van Pennsylvania, publiceerde ze de single "Like a Bird". Later gaf ze in een interview met Oprah Winfrey aan dat ze bekeek of ze haar muziekcarrière verder wilde ontwikkelen als een professional. Ze werkte als stagiair bij het modetijdschrift Vogue en was in 2016 model bij een modeshow van Andrew Warren tijdens de New York Fashion Week.

### Social media
Trump is actief op Instagram, waar ze anno 2016 meer dan 100.000 volgers heeft. Ze maakte ook deel uit van een groep met andere bekende erfgenamen (de "Rich kids of Instagram"), onder wie Kyra Kennedy, dochter van Robert F. Kennedy Jr., Gaïa Matisse, betachterkleinkind van artiest Henri Matisse, en EJ Johnson, zoon van Magic Johnson.

## Persoonlijk leven
Volgens Trump zelf is ze in Pennsylvania geregistreerd als Republikein. Tijdens de Amerikaanse presidentsverkiezingen van 2016, waar haar vader de Republikeinse kandidatuur verwierf, verscheen ze samen met andere familieleden bij campagne-activiteiten. Tijdens de Republikeinse conventie was ze een van de sprekers op de tweede avond.
Trump heeft sinds 2018 een relatie met Michael Boulos, erfgenaam van het miljardenbedrijf Boulos Enterprises. Het stel trouwde op 12 november 2022 in Mar-a-Lago.